# Crystal Fighters
I Crystal Fighters sono un gruppo musicale inglese-spagnola di alternative dance, formatosi in Spagna ma attivo a Londra dal 2008.

## Storia del gruppo
Il gruppo si forma agli inizi del 2008. I londinesi Sebastian Pringle e Gilbert Vierich sono amici di vecchia data e nel 2007 iniziano a suonare insieme, affiancati dallo statunitense Graham Dickson. Nell'inverno dello stesso anno Laure Stockley (di origine spagnola) ritorna da Navarra, dove era stata per il funerale del nonno. In quell'occasione la cantante era venuta a conoscenza di un'opera lasciata incompiuta dal nonno. Proprio da quest'opera nasce il progetto Crystal Fighters, con il quale il gruppo decide di iniziare a scrivere musica ispirandosi (anche per il nome) ai contenuti dell'opera stessa.
Nel 2008 il sito Palms Out Sounds pubblica la loro canzone I Love London. Nel 2009 il gruppo pubblica due singoli attraverso l'etichetta parigina Kitsuné Maison. Il primo è Xtatic Truth (maggio 2009), mentre il successivo è proprio I Love London (dicembre).
Il 4 ottobre 2010 il gruppo pubblica il primo album. Si tratta di Star of Love (Zirkulo/PIAS). Nel febbraio 2011 il gruppo pubblica una Limited Edition dell'album per il mercato globale. Oltre ai due singoli già citati, dal disco vengono estratti i brani In the Summer, Swallow e Follow (tutti nel 2010), seguiti da At Home e Plage (2011). L'album è stato registrato ad Hackney, in un magazzino nella zona est di Londra.
Nel settembre 2012 esce Star of Love Remixes, un album di remix dei brani inseriti nel disco d'esordio. Pubblicano anche Love is All I Got, singolo in cui il gruppo affianca il produttore e musicista inglese Feed Me (alias Jon Gooch).
Il secondo album Cave Rave, anticipato dal singolo You & I (aprile 2013), viene pubblicato il 24 maggio 2013. L'album è stato registrato a Los Angeles e prodotto da Justin Meldal-Johnson.
Il 12 settembre 2014, viene a mancare prematuramente il batterista e percussionista della band, Andrea Marongiu.

## Stile
Lo stile del gruppo unisce suoni tipici della tradizione dei basca, percussioni tribali, ritmi frenetici tipici dell'indietronica. Altre influenze sono fornite dalla mitologia, dalla musica punk e pop spagnola degli anni ottanta.

## Esibizioni live

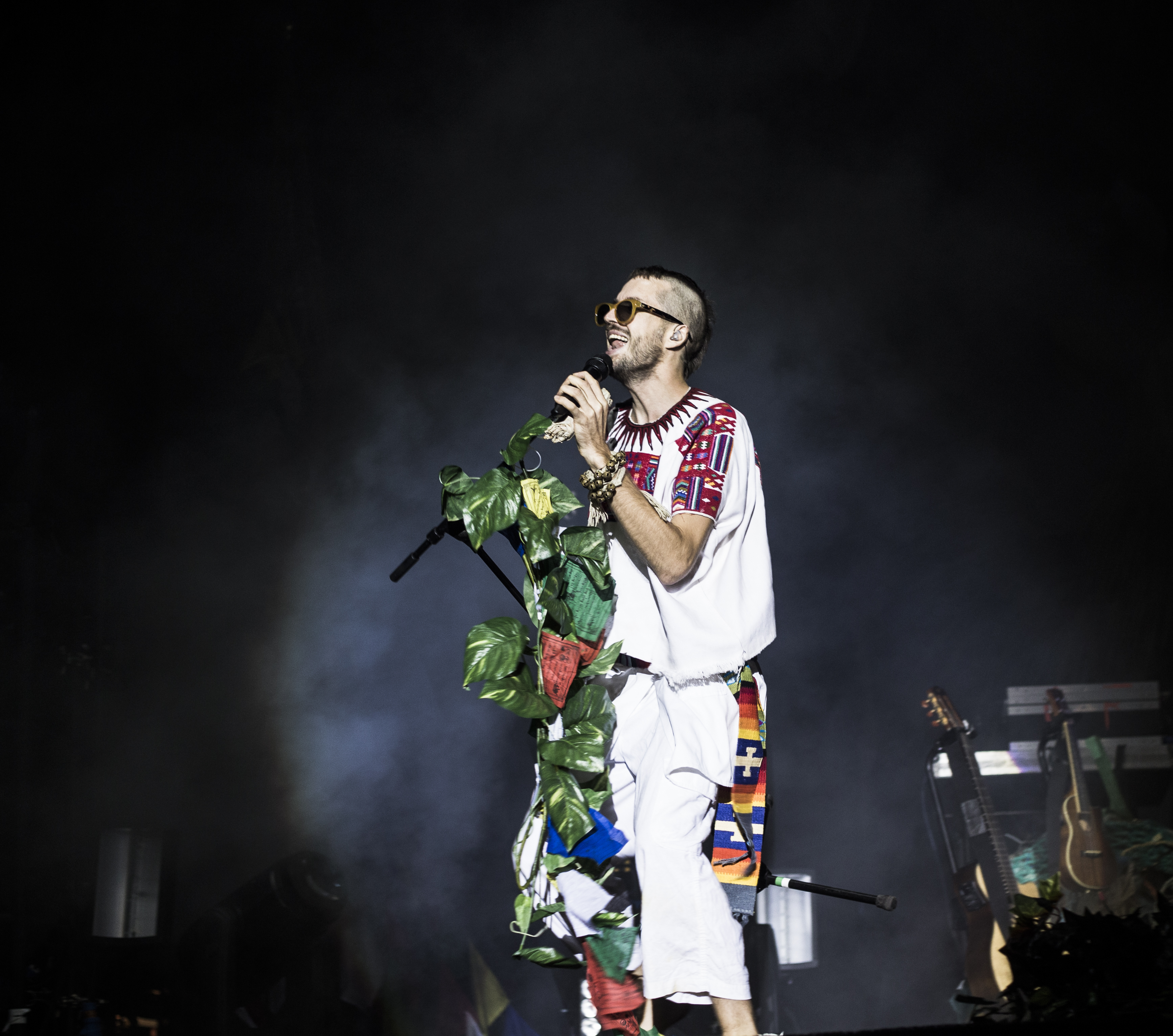
Crystal Fighters nel Festival Internacional de Benicàssim 2015

Fin dagli esordi il gruppo ha puntato molto sulle esibizioni live: i Crystal Fighters si impongono di non fare semplici concerti, ma vere e proprie "performance artistiche" oppure "opere musicali" attraverso l'utilizzo di oggetti e strumenti non convenzionali, come la txalaparta, strumento tipico basco.

## Formazione

### Formazione attuale
- Sebastian Pringle - voce, chitarre, basso, kalimba, charango, txistu, tastiere
- Gilbert Vierich - chitarre, elettronica, percussioni, txalaparta, basso, kalimba, charango, txistu, programmazione, cori
- Graham Dickson - chitarra, txalaparta, chitarre, tastiere, altri strumenti
- Eleanor Fletcher - voce
- Nila raja - voce

### Ex componenti
- Laure Stockley - voce
- Mimi Borelli - voce
- Andrea Marongiu - batteria, percussioni

## Discografia

### Album
- 2010 - Star of Love
- 2013 - Cave Rave
- 2016 - Everything is my Family
- 2019 - Gaia & Friends

### Remix
- 2012 - Star of Love Remixes

### Singoli
- 2009 - I Love London
- 2009 - Xtatic Truth
- 2010 - In The Summer
- 2010 - Follow / Swallow
- 2011 - At Home
- 2011 - Plage
- 2011 - Champion Sound
- 2012 - Earth Island
- 2012 - Love Is All I Got (in collaborazione con Feed Me)
- 2013 - Wave
- 2013 - You & I
- 2013 - LA Calling
- 2013 - Love Natural
- 2014 - Love Alight
- 2016 - All Night
- 2016 - Ways I Can't Tell
- 2016 - Good Girls
- 2016 - Lay Low
- 2017 - Yellow Sun
- 2018 - Boomin' In Your Jeep
- 2018 - Another Level
- 2018 - Goin' Harder (feat. Bomba Estéreo)
- 2019 - Wild Ones
- 2019 - Summer Luv (in collaborazione con Whethan)
- 2019 - By Your Side (feat. Dagny)